# 전 고령가야왕릉
전 고령가야왕릉(傳 古寧伽倻王陵)은 대한민국 경상북도 상주시 함창읍 증촌리에 있는, 고령가야 태조의 무덤이라고 전해오고 있는 무덤이다. 1979년 12월 18일 경상북도의 기념물 제26호로 지정되었다.
2010년 4월경 상주시 초등학생(김모군)에 의해 화재로 소실 될 뻔한 적이 있다.

## 개요
이곳은 A.D 42년 낙동강을 중심으로 일어난 여섯 가야(伽倻) 중 하나인 고령가야 태조의 무덤이라고 전해오고 있다. 고령가야는 낙동강 일대인 함창, 문경, 가은 지방을 영역으로 하여 세워진 나라로,『삼국유사』의 5가야조와『삼국사기』의 고령군조에 그 이름이 보이고 있다.
조선 선조 25년(1592) 당시 경상도 관찰사 김수와 함창 현감 이국필 등이 묘 앞에 묻혀 있던 묘비를 발견하여 가야왕릉임을 확인했다고도 전해오고 있다. 그 후 조선 숙종 38년(1712) 왕명으로 묘비와 석양(石羊) 등의 석물을 마련한 후 후손들에 의해 여러 차례 묘역이 정비되어 오늘에 이르렀다.

## 참고 문헌
- 전고령가야왕릉 - 국가유산청 국가유산포털